# قائمة سواديش
قائمة سواديش (بالإنجليزية: Swadesh list)‏ عبارة عن تجميع كلاسيكي لمفاهيم عالمية مؤقتة لأغراض الإحصاء المعجمي. تسمح ترجمات قائمة سواديش إلى مجموعة من اللغات للباحثين بتحديد مدى الترابط بين تلك اللغات. سُميّت قائمة سواديش على اسم اللغوي موريس سواديش. تُستخدم في الإحصاء المعجمي (التقييم الكمي لعلاقة الأنساب للغات) وعلم مقارنة اللغة والتاريخ. نظرًا لوجود العديد من القوائم المختلفة، يشير بعض المؤلفين أيضًا إلى "قوائم سواديش".